# Parafia św. Bartłomieja Apostoła w Wojciechowie
Parafia św. Bartłomieja Apostoła w Wojciechowie – parafia rzymskokatolicka w dekanacie Lwówek Śląski w diecezji legnickiej. Obsługiwana przez księży archidiecezjalnych. Erygowana w 1309.